# Honorowa Odznaka Ruchu Przyjaciół Harcerstwa

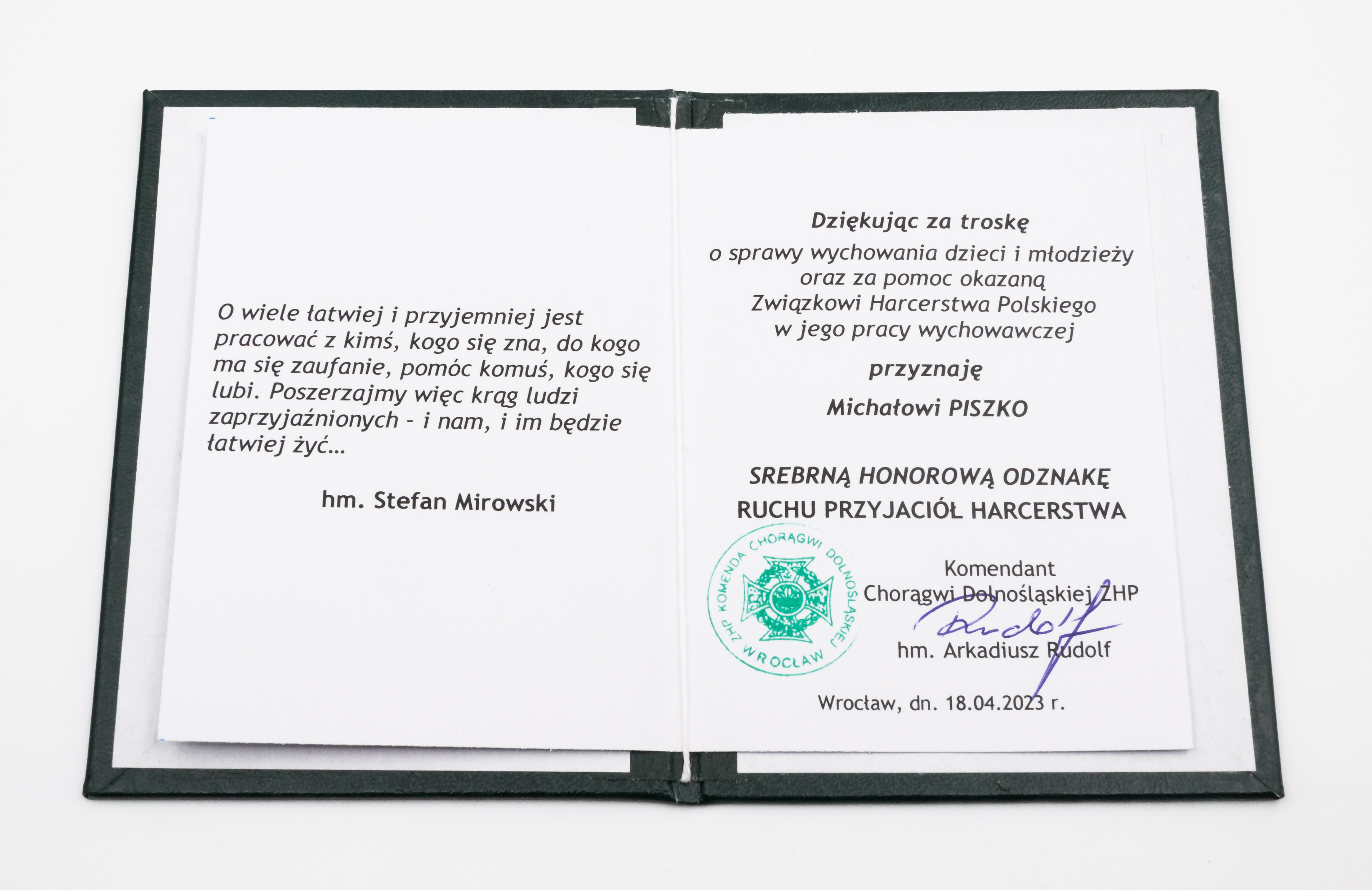
Legitymacja odznaki

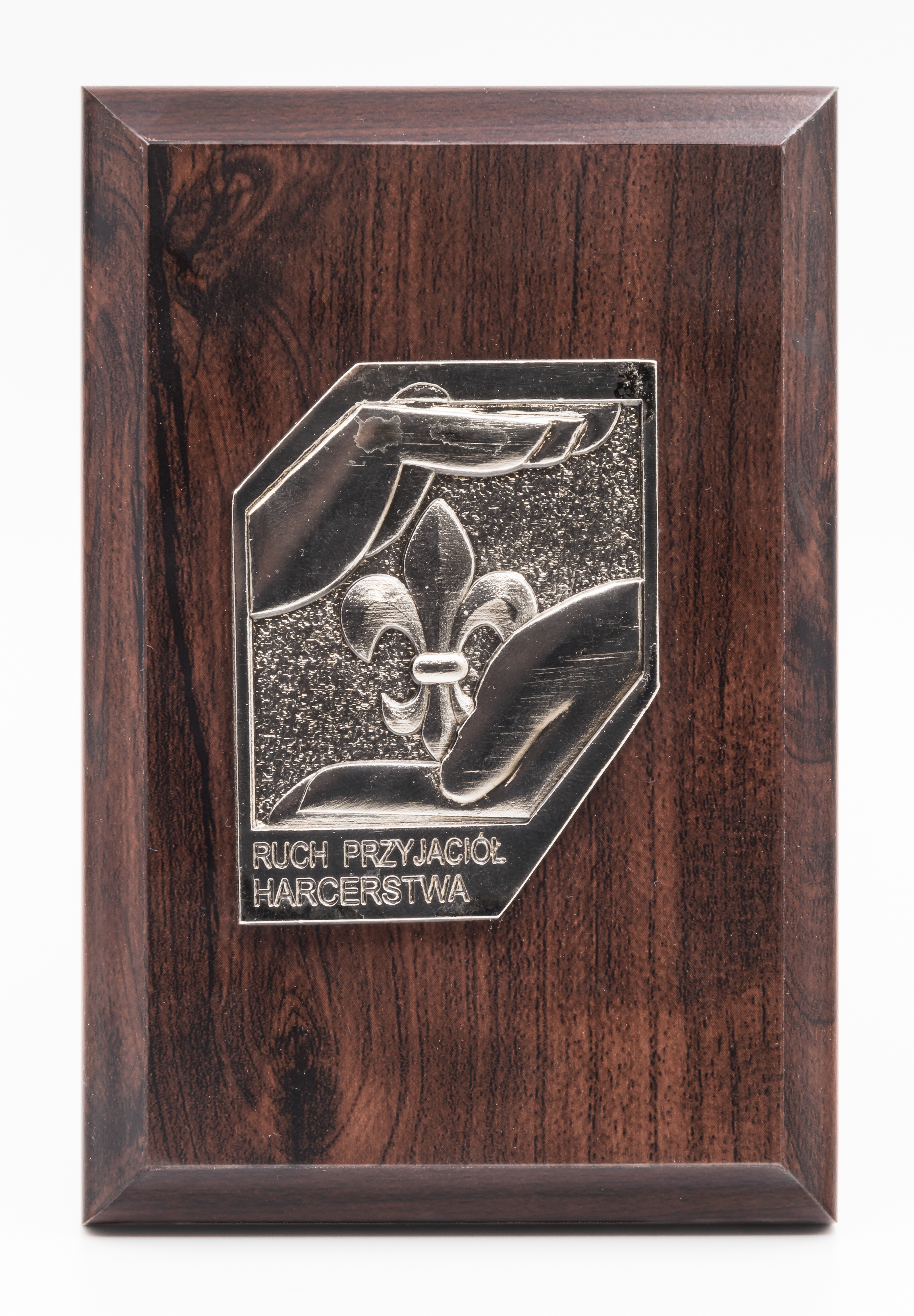
Plakieta Ruchu Przyjaciół Harcerstwa

Honorowa Odznaka Ruchu Przyjaciół Harcerstwa – odznaka będąca wyrazem uznania Związku Harcerstwa Polskiego dla przyjaciół harcerstwa oraz osób zasłużonych dla rozwoju organizacji. Ustanowiona przez II Zjazd ZHP w kwietniu 1959 jako odznaka jednostopniowa. W listopadzie 1970 Prezydium Rady Naczelnej ZHP podjęło uchwałę o ustanowieniu odznaki dwustopniowej – indywidualnej i zbiorowej.  

## Stopnie
Odznaka ma dwa stopnie:
- srebrny – mogą ją otrzymać członkowie ruchu przyjaciół harcerstwa oraz osoby nie będące członkami ZHP, za szczególną aktywność w działaniach na rzecz harcerstwa,
- złoty – mogą ją otrzymać osoby za wieloletnią wyróżniającą działalność na rzecz ZHP, nie wcześniej niż po dwóch latach od chwili przyznania odznaki srebrnej.

Odznaka jest przyznawana indywidualnie i zbiorowo.

## Opis
Wzór graficzny odznaki zmieniał się na przestrzeni lat – obecny został wprowadzony w 1998 w oparciu o nowy wzór odznaki Ruchu Przyjaciół Harcerstwa. Przedstawia w sześciokątnym polu dwie dłonie osłaniające od góry i dołu lilijkę harcerską. W podstawie znajduje się napis: RUCH PRZYJACIÓŁ HARCERSTWA. Odznaka jest wykonana odpowiednio z metalu w kolorze srebra lub złota.

## Zasady przyznawania
Srebrną odznakę przyznają komendanci chorągwi z własnej inicjatywy lub na wniosek komendanta hufca oraz Naczelnik ZHP z własnej
inicjatywy lub na wniosek komendanta hufca albo komendanta chorągwi. Złotą odznakę przyznaje Naczelnik ZHP z własnej inicjatywy albo na wniosek komendanta hufca lub komendanta chorągwi. Decyzję o przyznaniu odznak komendant chorągwi lub Naczelnik ZHP ogłasza w swoim rozkazie.
Wręczanie odznaki srebrnej dokonuje uroczyście Naczelnik ZHP, komendant chorągwi, upoważniony przez niego komendant hufca lub przedstawiciel władz chorągwi. Złotą odznakę wręcza Naczelnik ZHP lub upoważniony przez niego przedstawiciel władz naczelnych ZHP. Wraz z odznaką wręczana jest legitymacją, a w przypadku odznaki przyznawanej zbiorowo dyplom.
Rejestr przyznanych odznak prowadzony jest w Głównej Kwaterze ZHP i komendach chorągwi.